# Стокпорт (Англія)
Стокпорт  (англ. Stockport) — місто у Великому Манчестері, Велика Британія, розташоване за 11 км на південний схід від Манчестера, за 14 км на південний захід від Ештон-андер-Лайн та за 19 км на північ від міста Макклсфілд.

## Історія
Місто Стокпорт утворилося на місці маленького села, найменування якого не збереглося до сьогодні. Уже у 13 столітті про Стокпорт заговорили як про місто. У 1260 році мешканці Стокпорту отримали хартію, яка надавала їм певні права, зокрема право проводити щотижневі ринки та щорічні ярмарки.
Як і більшість міст того часу, Стокпорт страждав від спалахів чуми. Такі спалахи були зафіксовані в 1606 та 1665 роках, але щоразу місто швидко відновлювалося.
До 1700 року населення Стокпорту все ще становило менше 2000 осіб. У 18 столітті місто Стокпорт стало відомим завдяки ткацькій промисловості. У ньому збудували декілька фабрик з виробництва шовку.
Уже у 1780 році в Стокпорті проживало близько 5000 людей. Наприкінці 18 століття місто описували як велике та красиве, воно продовжувало швидко розвиватися. У 1801 році населення Стокпорту становило близько 14 000 осіб.
У 1832 і 1849 роках у Стокпорті були епідемії холери. Однак у 19 столітті умови життя в місті покращилися. У 1820 році була створена газова компанія, а в 1827 відкрито Стокпортський водогін. У 1833 році у місті збудували лікарню.
З 1880 року від Стокпорта до Манчестера почали курсували кінні трамваї. З 1902 року у місті почали використовували електрику. Бл. 1850-х, 1860-х років під Стокпортом було викопано каналізацію, а в 1858 році відкрили Вернон-парк. У XIX столітті в Стокпорті процвітали старі галузі виробництва бавовни та виготовлення капелюхів.
1852 року у місті стався бунт через присутність ірландських іммігрантів, яка викликала напругу серед місцевого населення. Процвітав релігійний фанатизм. (Той факт, що ірландці були римо-католиками, викликав невдоволення). 28 червня 1852 року між англійцями та ірландцями відбулася бійка в пабі під назвою «Бішоп Блейз» (нині «Гладстон»). 29 червня на площі Святого Петра спалахнули сутички, бунтівники грабували будинки ірландців на Рок-Роу. Однак військовим вдалося відновити порядок.
Нова ратуша була побудована в Стокпорті в 1908 році, а перший кінотеатр відкрився в 1912 році. Перша публічна бібліотека в Стокпорті відкрилася в 1875 році, а Центральну бібліотеку міста збудували в 1913 році.
Стокпорт зазнав бомбардувань у 1940-41 роках, але місту вдалося уникнути серйозних пошкоджень. Проте протягом 20-го століття старі галузі виробництва бавовни та виготовлення капелюхів у Стокпорті занепали і з часом припинилися. Провідною галуззю стало машинобудування.
У 1967 році в місті сталася авіакатастрофа коли літак British Midland Airways C-4 Argonaut розбився в районі міста Гоупс Карр. Внаслідок катастрофи загинули 72 пасажири та екіпаж.
23 листопада 1981 року утворився торнадо, який пройшов над центром міста Стокпорт.
Рада столичного району Стокпорт розпочала проєкт відновлення центру міста, відомий як Майбутній Стокпорт. План полягає в тому, щоб перемістити понад 3000 мешканців у центр міста, відродити його житлову нерухомість та роздрібні ринки.

## Клімат
Розташоване на висоті 56,15 метрів над рівнем моря, місто має західне морське узбережжя з теплим літнім кліматом. Річна температура повітря становить 10,16ºC. У Стокпорті зазвичай випадає близько 89,6 міліметрів (3,53 дюйма) опадів і є 179,82 дощових днів (49,27 % часу) на рік.
Сезон дощів триває 4,5 місяці, з 20 вересня до 5 лютого, з більш ніж 32 % ймовірністю того, що певний день буде дощовим. Місяць з найбільшою кількістю вологих днів у Стокпорті — грудень.
Посушливий сезон триває 7,5 місяців, з 5 лютого по 20 вересня. Місяць з найменшою кількістю дощових днів у Стокпорті — квітень.
Місяць з найбільшою кількістю дощових днів в Стокпорті — листопад, із середнім показником 11,2 днів. Виходячи з цієї класифікації, найпоширенішою формою опадів протягом року є лише дощ, з максимальною ймовірністю 40 %.

## Культурне життя та наука у місті
У 2018 році у місті відкрили розважальний комплекс під назвою «Redrock Stockport», у якому є кінотеатр, ресторани, бари та тренажерний зал.
У місті знаходиться кінотеатр другого класу «Plaza», побудований у 1932 році.
Місто відоме своїми музеями, серед яких капелюшний завод у Веллінгтон Мілл, колишня капелюшна фабрика, Стокпортські бомбосховища в тунелях, вириті під час Другої світової війни, щоб захистити жителів від повітряних нальотів. У місті також є Стокпортський музей історії розміщений у «Staircase House», середньовічному таунхаусі другого ступеня.
У Стокпорті народився фронтмен фолк-рок-гурту «Coast» Пол Істхем.
Акторка, Клер Фой, найбільш відома за своєю роллю королеви Єлизавети II у телесеріалі «Корона», народилася в Стокпорті в квітні 1984 року в лікарні Степпінг-Гілл.
У місті було знято дві серії комедійної програми Радіо Бі-Бі-Сі «Стокпорт».
В Стокпорті народився Даз Семпсон — британський учасник пісенного конкурсу Євробачення 2006 року.
У центрі міста розташований Стокпортський коледж (англ. Stockport College), який є частиною «The Trafford College Group». Також у Стокпорті є Стокпортська гімназія (англ. Stockport Grammar School), заснована в 1487 році, одна з найстаріших на північному заході Великої Британії.

## Спорт
У місті засновано відомий футбольний клуб Стокпорт Каунті ФК (англ. Stockport County F.C.), який грає у Другій лізі EFL. Спочатку (у 1883 році) клуб існував під назвою як «Гітон Норріс Роверс», а змінив свою назву на «Стокпорт Каунті ФК» у 1890 році. У 1900 році клуб приєднався до Англійської футбольної ліги.
У Стокпорті народився колишній тенісист Фред Перрі (володар 8 титулів Великого шолома в одиночному розряді, 2 титулів Pro Slams в одиночному розряді, 2 титулів в парному розряді та 4 титулів в змішаному парному розряді).
У місті також народилися відомі тенісисти Ліам Броуді та його сестра Наомі.
Місто має три легкоатлетичні клуби: «Manchester Harriers & AC», «Stockport Harriers & AC» та «DASH Athletics Club».
«Manchester Harriers & AC» був заснований у 1886 році та спочатку базувався у Фаллоуфілді, Манчестер. У 1970-х роках легкоатлет Рікі Вайлд виграв чемпіонат Європи на дистанції 3000 метрів показавши найкращий час.
Клуб «DASH Athletics» є одним із найстаріших легкоатлетичних клубів у місті. Заснований у 1924 році під найменуванням Дадлі Гарріерс (англ. Dudley Harriers). Клуб отримав своє сьогоднішнє найменування після злиття з клубами «Stourbridge», «Wordsley» та «District Harriers» у 1963 році.

## Транспортна система
Головною станцією на Манчестерській лінії магістралей Західного узбережжя є Залізнична станція Стокпорт.
За 8 кілометрів на південний захід від міста знаходиться Аеропорт Манчестера.
Стокпортська автобусна станція слугувала кінцевою станцією для багатьох маршрутів у всьому районі та була однією з найбільших і найжвавіших автостанцій у Великому Манчестері. ЇЇ було знесено наприкінці 2021 року, і зараз відбувається її реконструкція у Стокпортську розв'язку.
У серпні 2021 року на автостоянці «Heaton Lane» відкрилася тимчасова автобусна станція, щоб забезпечити пасажирам доступ до центру міста.

## Персоналії
- Венді Гіллер (1912—2003) — британська акторка.